# Leichtathletik-Europameisterschaften 1962/4 × 100 m der Frauen

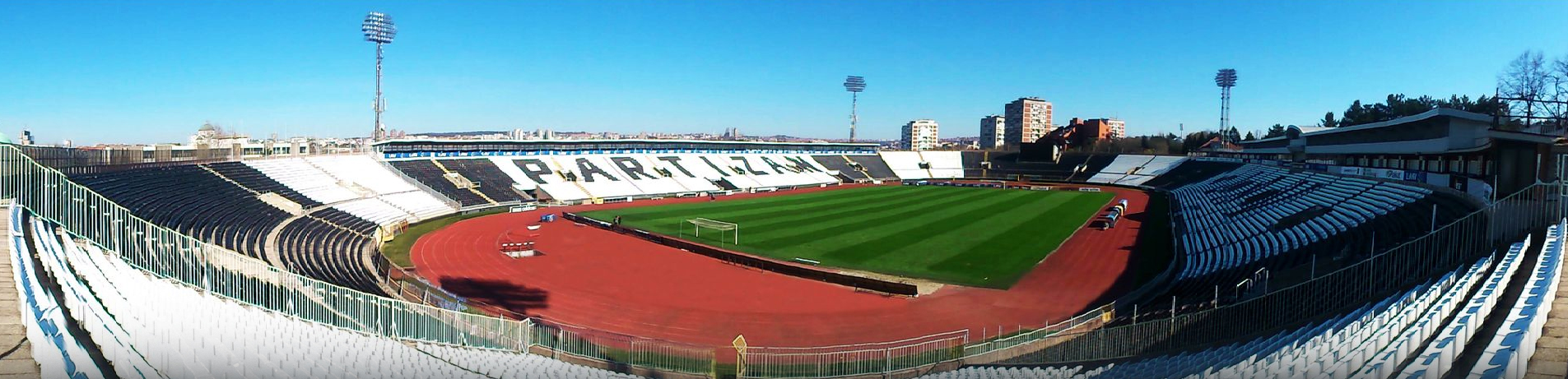
Panoramablick auf das Partizan-Stadion 2014 – 52 Jahre
nach den dortigen Europameisterschaften

Die 4-mal-100-Meter-Staffel der Frauen bei den Leichtathletik-Europameisterschaften 1962 wurde am 15. und 16. September 1962 im Belgrader Partizan-Stadion ausgetragen.
Europameisterinnen wurde die Polinnen Teresa Ciepły, Barbara Sobotta, Elżbieta Szyroka und Maria Piątkowska.
Die deutsche Staffel gewann die Silbermedaille in der Besetzung Erika Fisch, Martha Pensberger, Maren Collin und Jutta Heine.
Bronze ging an Großbritannien mit Ann Packer, Dorothy Hyman, Daphne Arden und Mary Rand.

## Rekorde

### Bestehende Rekorde
| Weltrekord   | 44,3 s | USA (Willye White, Ernestine Pollards, Vivianne Brown, Wilma Rudolph)                    | Moskau, Sowjetunion (heute Russland) | 15. Juli 1961   |
| Europarekord | 44,5 s | Sowjetunion (Wera Krepkina, Walentyna Maslowska, Marija Itkina, Tatjana Schtschelkanowa) | Moskau, Sowjetunion (heute Russland) | 15. Juli 1961   |
| EM-Rekord    | 45,3 s | Sowjetunion (Wera Krepkina, Linda Kepp, Nina Poljakowa, Walentyna Maslowska)             | EM Stockholm, Schweden               | 24. August 1958 |

### Rekordverbesserungen
Der bestehende Meisterschaftsrekord wurde zweimal verbessert, es gab einen egalisierten Europarekord sowie einen neuen Landesrekord.
- Meisterschaftsrekorde:
  - 45,1 s – Polen (Teresa Ciepły, Barbara Sobotta, Elżbieta Szyroka, Maria Piątkowska), erster Vorlauf am 15. September
  - 44,5 s – Polen (Teresa Ciepły, Barbara Sobotta, Elżbieta Szyroka, Maria Piątkowska), Finale am 16. September

Die Staffel der Europameisterinnen aus verbesserte den bestehenden bei diesen Europameisterschaften zweimal:
- Europarekord
  - 44,5 s (egalisiert) – Polen (Teresa Ciepły, Barbara Sobotta, Elżbieta Szyroka, Maria Piątkowska), Finale am 16. September
- Landesrekord:
  - 44,61 s – Deutschland (Erika Fisch, Martha Pensberger, Maren Collin, Jutta Heine), Finale am 16. September

## Vorrunde
15. September 1962, 18.45 Uhr
Die Vorrunde wurde in zwei Läufen durchgeführt. Die ersten drei Staffeln pro Lauf – hellblau unterlegt – qualifizierten sich für das Finale.

### Vorlauf 1
| Platz | Name           | Nation                                                          | Zeit (s) |
| ----- | -------------- | --------------------------------------------------------------- | -------- |
| 1     | Polen          | Teresa Ciepły Barbara Sobotta Elżbieta Szyroka Maria Piątkowska | 45,1 CR  |
| 2     | Großbritannien | Ann Packer Dorothy Hyman Daphne Arden Mary Rand                 | 45,4     |
| 3     | Italien        | Donata Govoni Daniela Spampani Letizia Bertoni Nadia Mecocci    | 46,6     |
| 4     | Frankreich     | Marlène Canguio Renée Enjalbert Claudette Actis Denise Guénard  | 52,9     |

### Vorlauf 2
| Platz | Name        | Nation                                                               | Zeit (s) |
| ----- | ----------- | -------------------------------------------------------------------- | -------- |
| 1     | Deutschland | Erika Fisch Martha Pensberger Maren Collin Jutta Heine               | 45,5     |
| 2     | Sowjetunion | Ludmilla Motina Walentyna Maslowska Marija Itkina Galina Winogradowa | 45,6     |
| 3     | Jugoslawien | Olga Sikovec Nadja Simic Zdenka Leskovac Draga Stamejčič             | 46,7     |
| 4     | Ungarn      | Antónia Munkácsi Erzsébet Heldt Teréz Bata Ida Such                  | 47,1     |

## Finale
16. September 1962, 18.10 Uhr
| Platz | Name           | Nation                                                               | Zeit (s) |
| ----- | -------------- | -------------------------------------------------------------------- | -------- |
| 1     | Polen          | Teresa Ciepły Barbara Sobotta Elżbieta Szyroka Maria Piątkowska      | 44,5 ERe |
| 2     | Deutschland    | Erika Fisch Martha Pensberger Maren Collin Jutta Heine               | 44,6 DR  |
| 3     | Großbritannien | Ann Packer Dorothy Hyman Daphne Arden Mary Rand                      | 44,9     |
| 4     | Jugoslawien    | Olga Sikovec Nadja Simic Zdenka Leskovac Draga Stamejčič             | 46,4     |
| DSQ   | Italien        | Donata Govoni Daniela Spampani Letizia Bertoni Nadia Mecocci         |          |
| DSQ   | Sowjetunion    | Ludmilla Motina Walentyna Maslowska Marija Itkina Galina Winogradowa |          |